# (1958) Chandra
Pour les articles homonymes, voir Chandra.
(1958) Chandra est un astéroïde de la ceinture principale nommé d'après l'astronome et physicien Subrahmanyan Chandrasekhar.